# Zavety Ilichá (Krasnodar)
Zavety Ilichá (del ruso: Заве́ты Ильича́) es un jútor del raión de Kushchóvskaya del krai de Krasnodar, en Rusia. Está situado 14 km al suroeste de Kushchóvskaya y 164 km al norte de Krasnodar, la capital del krai. Tenía 240 habitantes en 2010
Pertenece al municipio Pervomáiskoye.